# DAF 55 (personenauto)
De DAF 55 is een compacte sedan die van 1968 tot 1972 werd geproduceerd door de Nederlandse fabrikant DAF.
De 55 was voor DAF een zeer belangrijk model. Men hoopte dat een met een watergekoelde Renaultmotor (vier cilinders en 1108 cc) uitgeruste DAF het merk een volwassener imago zou geven. De auto had min of meer dezelfde door Giovanni Michelotti ontworpen carrosserie als de DAF 44, maar met een groter front (voor de nu benodigde radiator) en grotere achterlichten. In 1969 werd de auto iets gewijzigd; de versie die daardoor ontstond staat nu bekend als het tweede type. In 1972 werd de 55 opgevolgd door de 66. Met de 66 werd de auto individueler en duidelijker te herkennen.
De 55 sedan kreeg in 1968 een sierlijker zusje, de DAF 55 Coupé. Technisch waren de modellen hetzelfde. Later dat jaar kwam er ook de Combi bij, een stationwagen. Vanwege de successen in bijvoorbeeld de London-Sydney Marathon werd er een opvoerset voor de 55 op de markt gebracht met een andere carburator, nokkenas en een gewijzigde vering, aangevuld met lichtmetalen velgen, toerenteller, sportstuur en een andere uitlaat om het sportieve karakter te onderstrepen. Bij dit pakket hoorden ook "Marathon" emblemen die op de carrosserie moesten worden geplakt. Deze opgevoerde 55 beschikte over meer vermogen (75 pk) en was sneller. Ook de topsnelheid lag beduidend hoger met 168 km/h in plaats van 135 km/h. In 1971 werd de Daf 55 Marathon als fabrieksmodel geleverd waarbij er wel verschillen waren met de opgevoerde exemplaren. De motor was nu de BR110 (1100 cc) die over minder vermogen beschikte dan de auto's met opvoerset, maar altijd 13 pk meer dan de standaard 55. Ook waren de lichtmetalen velgen vervangen door grijze stalen velgen met een zwarte dop. De auto kreeg ook de sierstrepen met toevoeging "Marathon" op de zijkant. In oktober 1971 verscheen de Marathon Coupé. Michelotti ontwierp op basis van de DAF 55 Coupé ook nog een wigvormig prototype, de DAF Siluro.

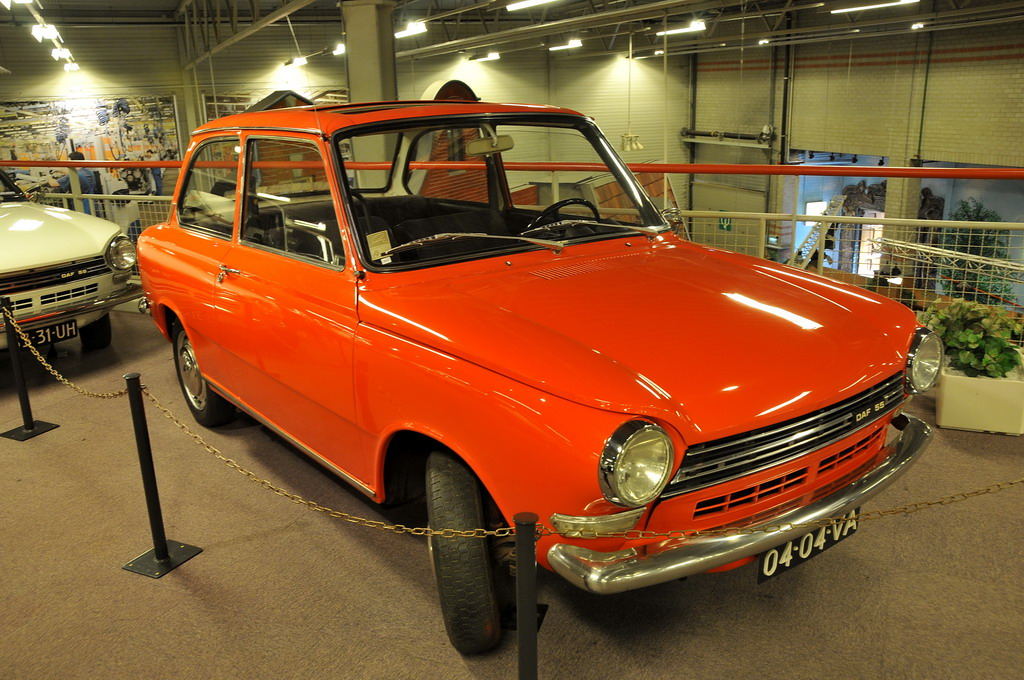
DAF 55 Sedan de Luxe
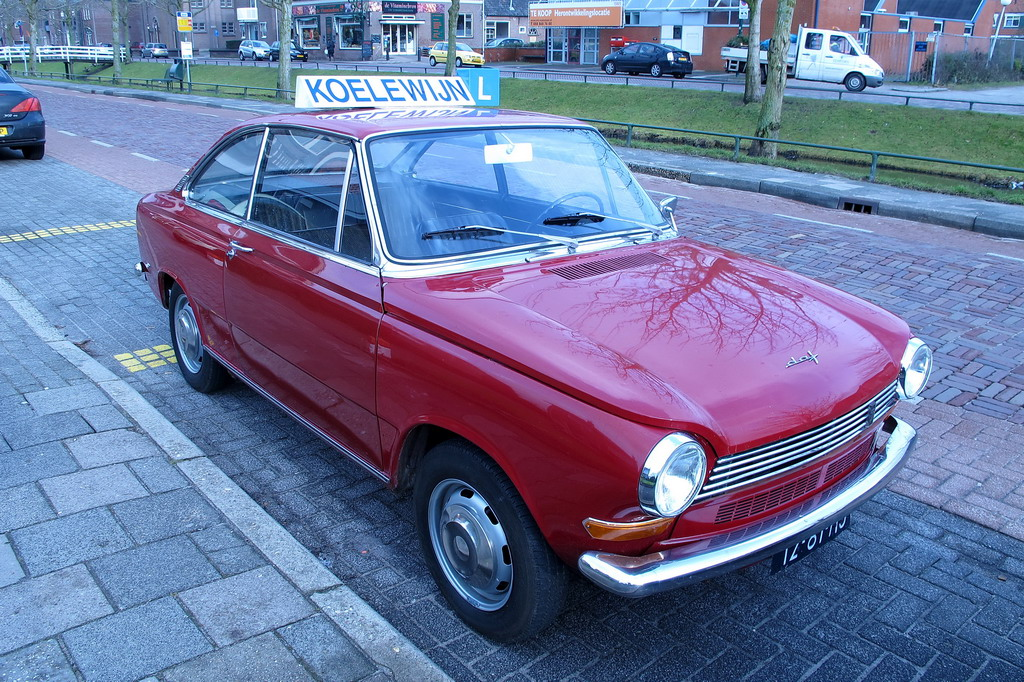
Daf 55 T les-auto
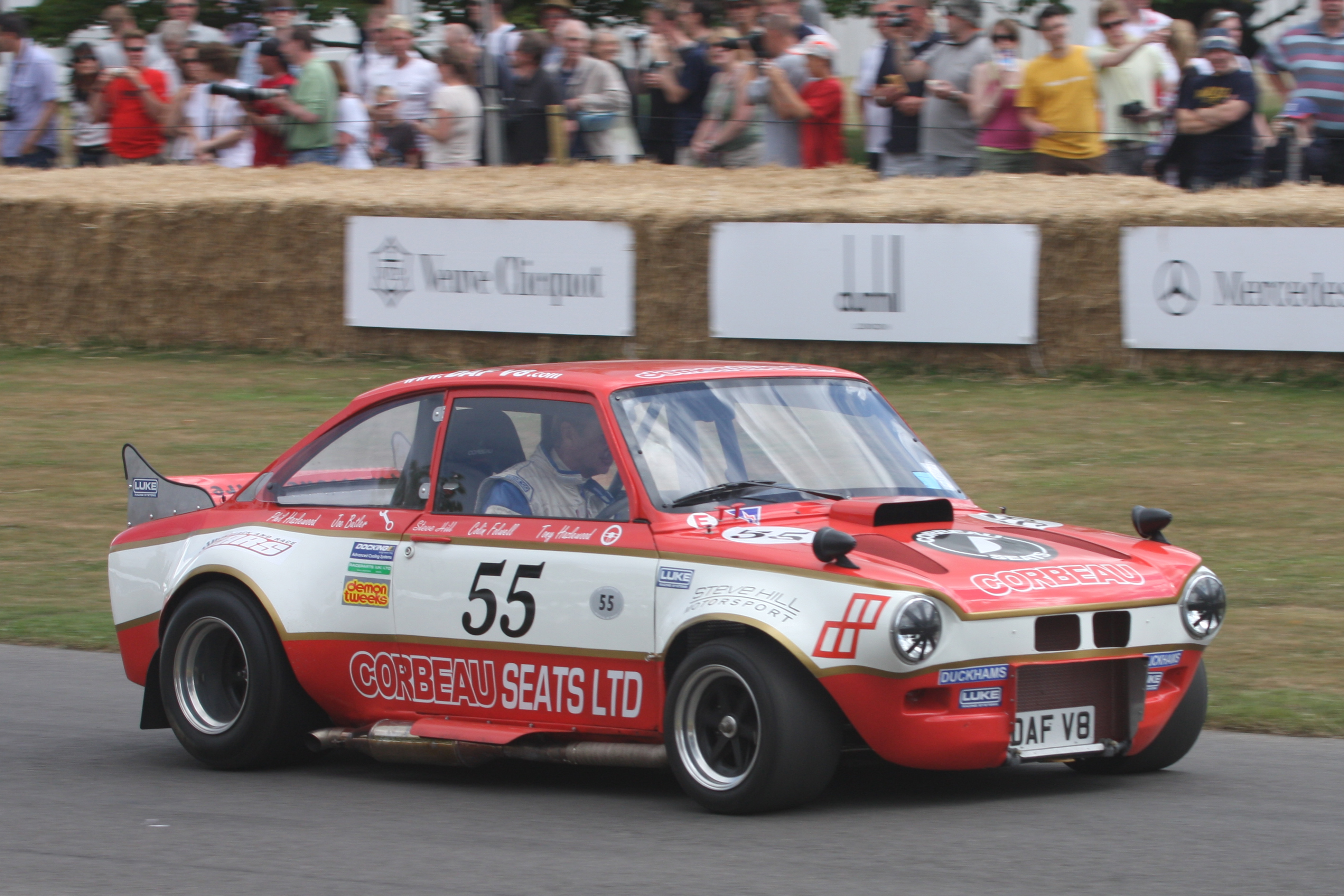
Daf-Oldsmobile 55 Coupe

## Tijdlijn
| DAF-personenauto's tussen 1950 tot 1980 | DAF-personenauto's tussen 1950 tot 1980 | DAF-personenauto's tussen 1950 tot 1980 | DAF-personenauto's tussen 1950 tot 1980 | DAF-personenauto's tussen 1950 tot 1980 | DAF-personenauto's tussen 1950 tot 1980 | DAF-personenauto's tussen 1950 tot 1980 | DAF-personenauto's tussen 1950 tot 1980 | DAF-personenauto's tussen 1950 tot 1980 | DAF-personenauto's tussen 1950 tot 1980 | DAF-personenauto's tussen 1950 tot 1980 | DAF-personenauto's tussen 1950 tot 1980 | DAF-personenauto's tussen 1950 tot 1980 | DAF-personenauto's tussen 1950 tot 1980 | DAF-personenauto's tussen 1950 tot 1980 | DAF-personenauto's tussen 1950 tot 1980 | DAF-personenauto's tussen 1950 tot 1980 | DAF-personenauto's tussen 1950 tot 1980 | DAF-personenauto's tussen 1950 tot 1980 | DAF-personenauto's tussen 1950 tot 1980 | DAF-personenauto's tussen 1950 tot 1980 | DAF-personenauto's tussen 1950 tot 1980 | DAF-personenauto's tussen 1950 tot 1980 | DAF-personenauto's tussen 1950 tot 1980 | DAF-personenauto's tussen 1950 tot 1980 | DAF-personenauto's tussen 1950 tot 1980 | DAF-personenauto's tussen 1950 tot 1980 | DAF-personenauto's tussen 1950 tot 1980 | DAF-personenauto's tussen 1950 tot 1980 | DAF-personenauto's tussen 1950 tot 1980 |      |
| --------------------------------------- | --------------------------------------- | --------------------------------------- | --------------------------------------- | --------------------------------------- | --------------------------------------- | --------------------------------------- | --------------------------------------- | --------------------------------------- | --------------------------------------- | --------------------------------------- | --------------------------------------- | --------------------------------------- | --------------------------------------- | --------------------------------------- | --------------------------------------- | --------------------------------------- | --------------------------------------- | --------------------------------------- | --------------------------------------- | --------------------------------------- | --------------------------------------- | --------------------------------------- | --------------------------------------- | --------------------------------------- | --------------------------------------- | --------------------------------------- | --------------------------------------- | --------------------------------------- | --------------------------------------- | ---- |
| Type                                    | 1950                                    | 1950                                    | 1950                                    | 1950                                    | 1950                                    | 1950                                    | 1950                                    | 1950                                    | 1950                                    | 1950                                    | 1960                                    | 1960                                    | 1960                                    | 1960                                    | 1960                                    | 1960                                    | 1960                                    | 1960                                    | 1960                                    | 1960                                    | 1970                                    | 1970                                    | 1970                                    | 1970                                    | 1970                                    | 1970                                    | 1970                                    | 1970                                    | 1970                                    | 1970 |
| Type                                    | 0                                       | 1                                       | 2                                       | 3                                       | 4                                       | 5                                       | 6                                       | 7                                       | 8                                       | 9                                       | 0                                       | 1                                       | 2                                       | 3                                       | 4                                       | 5                                       | 6                                       | 7                                       | 8                                       | 9                                       | 0                                       | 1                                       | 2                                       | 3                                       | 4                                       | 5                                       | 6                                       | 7                                       | 8                                       | 9    |
| A-body                                  |                                         |                                         |                                         |                                         |                                         |                                         |                                         |                                         |                                         | 600                                     | 600                                     | 600                                     | 600                                     |                                         |                                         |                                         |                                         |                                         |                                         |                                         |                                         |                                         |                                         |                                         |                                         |                                         |                                         |                                         |                                         |      |
| A-body                                  |                                         |                                         |                                         |                                         |                                         |                                         |                                         |                                         |                                         |                                         | 750                                     |                                         |                                         |                                         |                                         |                                         |                                         |                                         |                                         |                                         |                                         |                                         |                                         |                                         |                                         |                                         |                                         |                                         |                                         |      |
| A-body                                  |                                         |                                         |                                         |                                         |                                         |                                         |                                         |                                         |                                         |                                         |                                         | 30                                      | 30                                      | 31                                      | 31                                      | 32                                      | 32                                      | 33                                      | 33                                      | 33                                      | 33                                      | 33                                      | 33                                      | 33                                      |                                         |                                         |                                         |                                         |                                         |      |
| B-body                                  |                                         |                                         |                                         |                                         |                                         |                                         |                                         |                                         |                                         |                                         |                                         |                                         |                                         |                                         |                                         |                                         | 44                                      | 44                                      | 44                                      | 44                                      | 44                                      | 44                                      | 44                                      | 44                                      | 46                                      | 46                                      |                                         |                                         |                                         |      |
| B-body                                  |                                         |                                         |                                         |                                         |                                         |                                         |                                         |                                         |                                         |                                         |                                         |                                         |                                         |                                         |                                         |                                         |                                         |                                         | 55                                      | 55                                      | 55                                      | 55                                      | 66                                      | 66                                      | 66                                      |                                         |                                         |                                         |                                         |      |